# Nolwenn Leroy
Nolwenn Leroy (født 28. september 1982) er en fransk sangerinde, sangskriver og musiker. 

## Biografi

### Begyndelsen
Nolwenn Leroy er født i den lille bretonske by Saint-Renan som datter af Muriel Leroy og den tidligere professionelle fodboldspiller Jean Luc Le Magueresse. På grund af hendes fars job, er hun vokset op dels i Bretagne og dels i Paris. Efter forældrenes skilsmisse i 1993 flyttede hun med sin mor til Saint-Yorre i nærheden af Vichy.
Her viste hun tidligt tegn på musikalske evner, hun begyndte således at spille violin i sjette klasse. I 1998 var hun et år i USA på udvekslingsophold, hvor hun blandt andet havde et todages praktikophold på Performing Arts School i Cincinatti.
Dette ophold gav hende en stor kærlighed til sang, og da hun vendte tilbage til Frankrig, indskrev hun sig på et kursus i klassisk
sang på konservatoriet i Clermont-Ferrand. Ud over sine sanglektioner Indskrev hun sig også på universitetet for at studere
amerikansk lov, da hun havde en idé om, at arbejde enten inden for diplomatiet eller i en NGO.

### Karriere
I 2001 havde hun med interesse fulgt første sæson af realityshowet Star Academy og var blevet 
meget fascineret af en af programmets lærere Armande Altaï, hvorefter hun besluttede sig for, at tilmelde sig på hendes 
sangskole i Paris. Efterfølgende blev hun castet til anden sæson af Star Academy, som hun vandt den 21. december 2002.
Oprindeligt var hendes kunstnernavn bare "Nolwenn", men da en anden bretonsk sangerinde benyttede samme navn, besluttede hun
sig for også at bruge sin mors efternavn og har siden optrådt som "Nolwenn Leroy".

## Diskografi

### Albums
| År   | Album                     | Antal solgt | Certifikat               |
| ---- | ------------------------- | ----------- | ------------------------ |
| 2003 | Nolwenn                   | 650.000     | Dobbelt Platincertifikat |
| 2005 | Histoires Naturelles      | 410.000     | Dobbelt Platincertifikat |
| 2007 | Histoires Naturelles Tour | 30.000      | Sølvcertifikat           |
| 2009 | Le Cheshire Cat et moi    | 42.000      | Guldcertifikat           |
| 2010 | Bretonne                  | 410.000     | Dobbelt Platincertifikat |
| 2012 | Ô Filles de l'eau         |             |                          |
| 2017 | Gemme                     |             |                          |

### Singler
| År   | Single                             | Antal solgt i Frankrig    | Certifikat     | Album                     |
| ---- | ---------------------------------- | ------------------------- | -------------- | ------------------------- |
| 2003 | Cassé                              | 400.000                   | Guldcertifikat | Nolwenn                   |
| 2003 | Une femme cachée                   | 50.000                    | -              | Nolwenn                   |
| 2003 | Suivre une étoile                  | 100.000                   | Sølvcertifikat | Nolwenn                   |
| 2004 | Inévitablement                     | 15.000                    | -              | Nolwenn                   |
| 2005 | Nolwenn Ohwo !                     | 120.000                   | Sølvcertifikat | Histoires Naturelles      |
| 2006 | Histoires Naturelles               | 20.000                    | -              | Histoires Naturelles      |
| 2006 | Mon ange                           | 10.000                    | -              | Histoires Naturelles      |
| 2006 | J'aimais tant l'aimer              | Ikke udkommet kommercielt | -              | Histoires Naturelles      |
| 2007 | Reste encore                       | Ikke udkommet kommercielt | -              | Histoires Naturelles Tour |
| 2009 | Faut-il, faut-il pas ?             |                           | -              | Le Cheshire Cat et moi    |
| 2010 | Textile schizophrénie              | Ikke udkommet kommercielt | -              | Le Cheshire Cat et moi    |
| 2010 | Suite Sudarmoricaine               |                           | -              | Bretonne                  |
| 2010 | Mná na hÉireann (Women of Ireland) |                           | -              | Bretonne                  |
| 2010 | La jument de Michao                |                           | -              | Bretonne                  |
| 2011 | Tri Martolod                       |                           | -              | Bretonne                  |
| 2011 | Brest                              |                           | -              | Bretonne                  |
| 2011 | Moonlight Shadow                   |                           | -              | Bretonne (Deluxe Edition) |
| 2012 | Juste pour me souvenir             |                           | -              | Ô Filles de l'eau         |
| 2013 | Sixième continent                  |                           | -              | Ô Filles de l'eau         |
| 2013 | J'ai volé le lit de la mer         |                           | -              | Ô Filles de l'eau         |
| 2014 | Ophélia                            |                           | -              | Ô Filles de l'eau         |
| 2017 | Gemme                              |                           | -              | Gemme                     |
| 2017 | Trace ton chemin                   |                           | -              | Gemme                     |
| 2021 | Brésil, Finistère                  |                           | -              | La Cavale                 |

### DVD
| År   | Titel                     | Antal solgt i Frankrig | Certifikat     |
| ---- | ------------------------- | ---------------------- | -------------- |
| 2007 | Histoires Naturelles Tour | 22.000                 | Guldcertifikat |

## Velgørenhed
Hun er medlem af Les Enfoirés.

## Priser
- I 2004 fik hun prisen som Årets frankofone overraskelse i NRJ Music Awards.